# Squamidium angustifolium
Squamidium angustifolium är en bladmossart som beskrevs av Aloysio Sehnem 1980. Squamidium angustifolium ingår i släktet Squamidium och familjen Meteoriaceae. Inga underarter finns listade i Catalogue of Life.